# 杏花邨公共運輸交匯處
杏花邨公共運輸交匯處（英語：Heng Fa Chuen Public Transport Interchange）位於香港東區杏花邨盛泰道杏花新城南面，對面為杏花邨第49座，鄰近港鐵杏花邨站及地鐵港島綫柴灣車廠，是一個露天的坑狀巴士總站。現時有兩條巴士路線及兩條專線小巴路線以此為總站，另有兩條巴士路線途經此站。
雖然城巴N8線以「杏花邨」為總站，但實際上並非停靠本站，而是在附近的常達街近城巴創富道車廠停站。

## 歷史
- 1987年5月1日：中巴88M線延長至此站，來往柴灣地鐵站。
- 1988年10月16日：中巴88M線停止服務，中巴84線延長至此站。
- 1990年4月1日：中巴85線延長至小西灣並途經杏花邨，往北角碼頭方向途經此站。
- 1996年5月：以此站為總站的香港島專線小巴62線投入服務。
- 1997年1月13日：過海隧道巴士118線增設由此站開出的特別班次。
- 1998年1月26日：上述特別班次改以小西灣為總站，並獲編為118P線。
- 2001年：香港島專線小巴62A線投入服務，為62線的輔助線。
- 2005年1月9日：以此站為總站的新巴84線停止服務[1]。
- 2005年6月13日：過海隧道巴士118P線增設回程服務並途經此站[2]。
- 2006年2月11日：新巴8號線的總站由小西灣（藍灣半島）遷往此站並大幅修改行車路線，不再服務小西灣、筲箕灣、西灣河、太古城、鰂魚涌、北角及炮台山[3]。
- 2019年6月1日：城巴NA12線改由杏花邨總站的城巴85線泊位開出，試行兩個月。[4]
- 2019年8月23日：過海隧道巴士613A線投入服務。

## 總站路線資料（巴士）

### 城巴8號線
- 杏花邨 ↔ 會展站

於1949年11月12日投入服務，當時為港島北岸流水線之一，2006年2月11日經服務重組後縮短至由此開出並升格為特快路綫，現時由新巴營運，途經柴灣工業城、環翠街市、康翠臺、興民邨、東區走廊、天后及銅鑼灣。

### 城巴18R線
- 中環（民耀街） → 杏花邨

### 過海隧道巴士613A線
- 安泰（西） ↔ 杏花邨

於2021年8月23日投入服務，為九巴營運，途經安達邨、秀茂坪、藍田、東區海底隧道、北角、鰂魚涌、太古城、西灣河、筲箕灣、柴灣及小西灣。只於星期一至五繁忙時間提供服務。

### 城巴NA12線
- 杏花邨 ↔ 港珠澳大橋香港口岸（經機場客運大樓）

於2017年6月29日投入服務，途經小西灣、柴灣、筲箕灣、西灣河、太古城、鰂魚涌、北角、中環（只限去程）、上環（只限回程）、石塘咀、西區海底隧道、西九龍公路、昂船洲大橋、青嶼幹線及香港國際機場一號客運大樓，只於深宵時段提供服務。

## 總站路線資料（專線小巴）

### 香港島專線小巴62線
- 小西灣（富怡花園） ↔ 杏花邨

### 香港島專線小巴62A線
- 小西灣（藍灣半島） ↔ 杏花邨

## 途經路線資料（巴士）

### 城巴85線
- 小西灣（藍灣半島） ↺ 寶馬山

於1978年3月1日投入服務，1990年4月1日延長至小西灣，現時由城巴營運，途經翠灣邨、杏花邨、阿公岩、明華大廈、筲箕灣、西灣河、太古城及鰂魚涌，只限往寶馬山/北角碼頭方向途經此總站。

### 過海隧道巴士118P線
- 小西灣（藍灣半島） ↔ 長沙灣（深旺道）

於1998年1月26日投入服務，前身為118線的杏花邨特別班次，2005年6月13日增設星期一至五下午回程服務，由九巴及城巴聯合營運，途經杏花邨、東區走廊、海底隧道、佐敦、油麻地及旺角，只於平日繁忙時間提供服務。本線只限往九龍方向途經此總站。

### 過海隧道巴士608P線
- 小西灣（藍灣半島） ↔ 啟德

於2021年11月1日起投入服務，提供小西灣、杏花邨、筲箕灣、西灣河經東區海底隧道往來九龍灣及啟德的巴士服務，只於平日繁忙時間提供服務。本線只限往九龍方向途經此總站。

## 車坑分佈
| 車坑分佈（以入口最左邊起計） | 車坑分佈（以入口最左邊起計） | 車坑分佈（以入口最左邊起計）         |
| 車坑編號                     | 車坑數目                     | 路線                                 |
| ---------------------------- | ---------------------------- | ------------------------------------ |
| 1                            | 雙坑                         | 專綫小巴62、62A線 過海隧道巴士613A線 |
| 2                            | 雙坑                         | 城巴8線 過海隧道巴士118P、608P線     |
| 3                            | 單坑                         | 城巴85線 過海隧道巴士NA12線          |

## 外部連結
- 杏花邨公共運輸交匯處 （页面存档备份，存于），城巴／新巴
- 九巴 （页面存档备份，存于）